# Camille Guaty
Camille Guaty (n. 28 iunie 1978) este o actriță americană de origine hispanică.
Cele mai recente apariții ale actriței au fost în serialele Prison Break (rolul lui Maricruz Delgado) și în The Nine (în rolul lui Franny Rios).